# Zemeros arimazes
Zemeros arimazes är en fjärilsart som beskrevs av Hans Fruhstorfer 1912. Zemeros arimazes ingår i släktet Zemeros och familjen Riodinidae. Inga underarter finns listade i Catalogue of Life.